# Långtjärnen (Sävars socken, Västerbotten, 713645-170592)
Långtjärnen är en sjö i Umeå kommun i Västerbotten och ingår i Umeälvens huvudavrinningsområde.